# PHKG2
PHKG2 (англ. Phosphorylase kinase catalytic subunit gamma 2) – білок, який кодується однойменним геном, розташованим у людей на короткому плечі 16-ї хромосоми. Довжина поліпептидного ланцюга білка становить 406 амінокислот, а молекулярна маса — 46 442.
| 10         |  | 20         |  | 30         |  | 40         |  | 50         |
| ---------- |  | ---------- |  | ---------- |  | ---------- |  | ---------- |
| MTLDVGPEDE |  | LPDWAAAKEF |  | YQKYDPKDVI |  | GRGVSSVVRR |  | CVHRATGHEF |
| AVKIMEVTAE |  | RLSPEQLEEV |  | REATRRETHI |  | LRQVAGHPHI |  | ITLIDSYESS |
| SFMFLVFDLM |  | RKGELFDYLT |  | EKVALSEKET |  | RSIMRSLLEA |  | VSFLHANNIV |
| HRDLKPENIL |  | LDDNMQIRLS |  | DFGFSCHLEP |  | GEKLRELCGT |  | PGYLAPEILK |
| CSMDETHPGY |  | GKEVDLWACG |  | VILFTLLAGS |  | PPFWHRRQIL |  | MLRMIMEGQY |
| QFSSPEWDDR |  | SSTVKDLISR |  | LLQVDPEARL |  | TAEQALQHPF |  | FERCEGSQPW |
| NLTPRQRFRV |  | AVWTVLAAGR |  | VALSTHRVRP |  | LTKNALLRDP |  | YALRSVRHLI |
| DNCAFRLYGH |  | WVKKGEQQNR |  | AALFQHRPPG |  | PFPIMGPEEE |  | GDSAAITEDE |
| AVLVLG     |  |            |  |            |  |            |  |            |

A: Аланін

C: Цистеїн

D: Аспарагінова кислота

E: Глутамінова кислота

F: Фенілаланін

G: Гліцин

H: Гістидин

I: Ізолейцин

K: Лізин

L: Лейцин

M: Метіонін

N: Аспарагін

P: Пролін

Q: Глутамін

R: Аргінін

S: Серин

T: Треонін

V: Валін

W: Триптофан

Кодований геном білок за функціями належить до трансфераз, кіназ, серин/треонінових протеїнкіназ, фосфопротеїнів. 
Задіяний у таких біологічних процесах, як вуглеводний обмін, метаболізм глікогену, альтернативний сплайсинг. 
Білок має сайт для зв'язування з АТФ, нуклеотидами, молекулою кальмодуліну. 